# Wazniasiensk (rejon kormański)
Wazniasiensk (biał. Вазнясенск; ros. Вознесенск, Wozniesiensk) – osiedle na Białorusi, w obwodzie homelskim, w rejonie kormańskim, w sielsowiecie Licwinawiczy.